# Romênia nos Jogos Olímpicos de Inverno de 1928
A Romênia competiu nos Jogos Olímpicos de Inverno de 1928, realizados em St. Moritz, Suíça.